# Corinne Maier
Corinne Maier (Ginevra, 7 dicembre 1963) è una psicanalista, economista e scrittrice francese autrice del best seller Bonjour paresse.

## Biografia
Nata in Svizzera nel 1963, in una famiglia di origine ebraica, Corinne Maier ha frequentato l'Istituto di studi politici di Parigi, studiando Economia e Relazioni Internazionali, ottenendo successivamente un dottorato in psicoanalisi.  Nei primi anni '90 ha lavorato come economista per l'azienda elettrica francese Électricité de France. Nel 2004 ha scritto Bonjour paresse, pubblicato in italiano con il titolo di Buongiorno Pigrizia, che ha raggiunto il primo posto nella classifica di vendita di Amazon Francia. Come scrittrice satirica è stata paragonata a Scott Adams. 
Nel 2016 è stata scelta come una delle 100 donne della lista BBC.

## Opere
- Le général de Gaulle à la lumière de Jacques Lacan, L'Harmattan, 2001
- Casanova, ou, La loi du désir, 2002
- Lacan sans peine, 2002
- De Gaulle et le gaullisme: une mythologie d'aujourd'hui, 2003
- Buongiorno pigrizia. Come sopravvivere in azienda lavorando il meno possibile (Bonjour paresse: de l'art et de la nécessité d'en faire le moins possible en entreprise, 2004), Bompiani, 2005
- L'Allemagne nazie: la haine au pouvoir, 2004
- Saint Pasteur: marginal & révolutionnaire, 2004
- Bon dia, mandra: estratègies per sobreviure a la feina, 2004
- L'obscène: la mort à l'oeuvre, 2004
- Buongiorno lettino. Come sopravvivere all'analisi ridendo (Le divan, c'est amusant: Lacan sans peine, 2005), Bompiani, 2006
- Intellettualoidi di tutto il mondo, unitevi! (Intello Academy, 2006), Bompiani, 2007
- No kid. Quaranta ragioni per non avere figli (No Kid, Quarante raisons de ne pas avoir d’enfant, 2007)
- Manuel de savoir-vivre en cas d'invasion islamique, 2008
- Petit Manuel du Parfait arriviste, Flammarion, 2012
- Marx, 2013
- Einstein, 2015
- Marx, Freud & Einstein. La rivoluzione del pensiero (Marx, Freud, Einstein, 2015) con Anne Simon, Panini Comics, 2020
- Ma vie est un best-seller, Casterman, 2015
- A la Conquête de l'homme rouge, Anne Carrière, 2019
- Dehors les enfants, Albin Michel, 2021
- Monsieur Proust, Seghers, 2022, in collaborazione con Stéphane Manel
- Me First, Manifesto per un egoismo al femminile, (Manifeste pour un égoïsme au féminin, L'Observatoire, 2024), VandA edizioni, 2025